# Єпішин Володимир Вікторович
Володимир Вікторович Єпішин (нар. 11 липня 1965, Ленінград) — радянський і російський шахіст, гросмейстер (1990).

## Життєпис
Вихованець шахової школи Ленінградського Палацу піонерів. Займався під керівництвом Сергія Володимировича Хавського. Виступав за команду Збройних Сил. Майстер спорту СРСР від 1983 року.
1982 року завоював третє місце у першості СРСР серед юнаків після Халіфмана і Наумкіна (Юрмала), наступного року в Києві пропустив вперед Даутова і став другим. У складі збірної СРСР переможець молодіжної першості світу до 26 років у Бразилії (Маринга, 1991).
Переміг на 4-му (Павловськ і Ленінград, 1985) і 6-му (Ленінград, 1987) меморіалах Фурмана. Був учасником кількох чемпіонатів Ленінграда (Санкт-Петербурга). 1987 рок став чемпіоном міста, 1996-го в сильному за складом змаганні прийшов до фінішу другим. Здобув бронзову медаль за підсумками 58-го і останнього чемпіонату СРСР з шахів (Москва, 1991). У складі команди Санкт-Петербурга став переможцем клубного чемпіонату Росії 1992 року.
Найкращі результати в міжнародних змаганнях: Берлін (1988) — 4-6-те місця, Нью-Йорк (1989) — 6-15-те, Кенсінгтон (1989) — 1-ше, Брно (1994) — 1-ше, Реджо-нель-Емілія (1994) — 2-ге і Реджо-нель-Емілія (1995) — 3-тє. 1989 року став міжнародним майстром, наступного року отримав гросмейстерський титул.
У дев'яностих роках переїхав у Німеччину. Проживає в місті Вісмар. Активний у відкритих турнірах, змаганнях з бліцу і швидких шахів. Багато виступає в клубних змаганнях. Серед іншого брав участь в чемпіонатах Німеччини (PSV Duisburg, Lübecker SV von 1873), Франції (Marseille Duchamps, Belfort Echecs Srb) та Іспанії (Equigoma Casa Social). Посідав перше місце в німецькій Бундеслізі у складі Lübecker SV з 2001 по 2003 рік. На Кубку європейських клубних команд 1996 представляв команду з Хорватії Forina-Mursa Osijek.
Від 1987 до 1996 до року був секундантом Анатолія Карпова.

## Зміни рейтингу
| На цьому місці має відображатися графік чи діаграма, однак з технічних причин його відображення наразі вимкнено. Будь ласка, не видаляйте код, який викликає це повідомлення. Розробники вже працюють для того, щоби відновити штатне функціонування цього графіка або діаграми. | |
| | На цьому місці має відображатися графік чи діаграма, однак з технічних причин його відображення наразі вимкнено. Будь ласка, не видаляйте код, який викликає це повідомлення. Розробники вже працюють для того, щоби відновити штатне функціонування цього графіка або діаграми. |